# Caparo

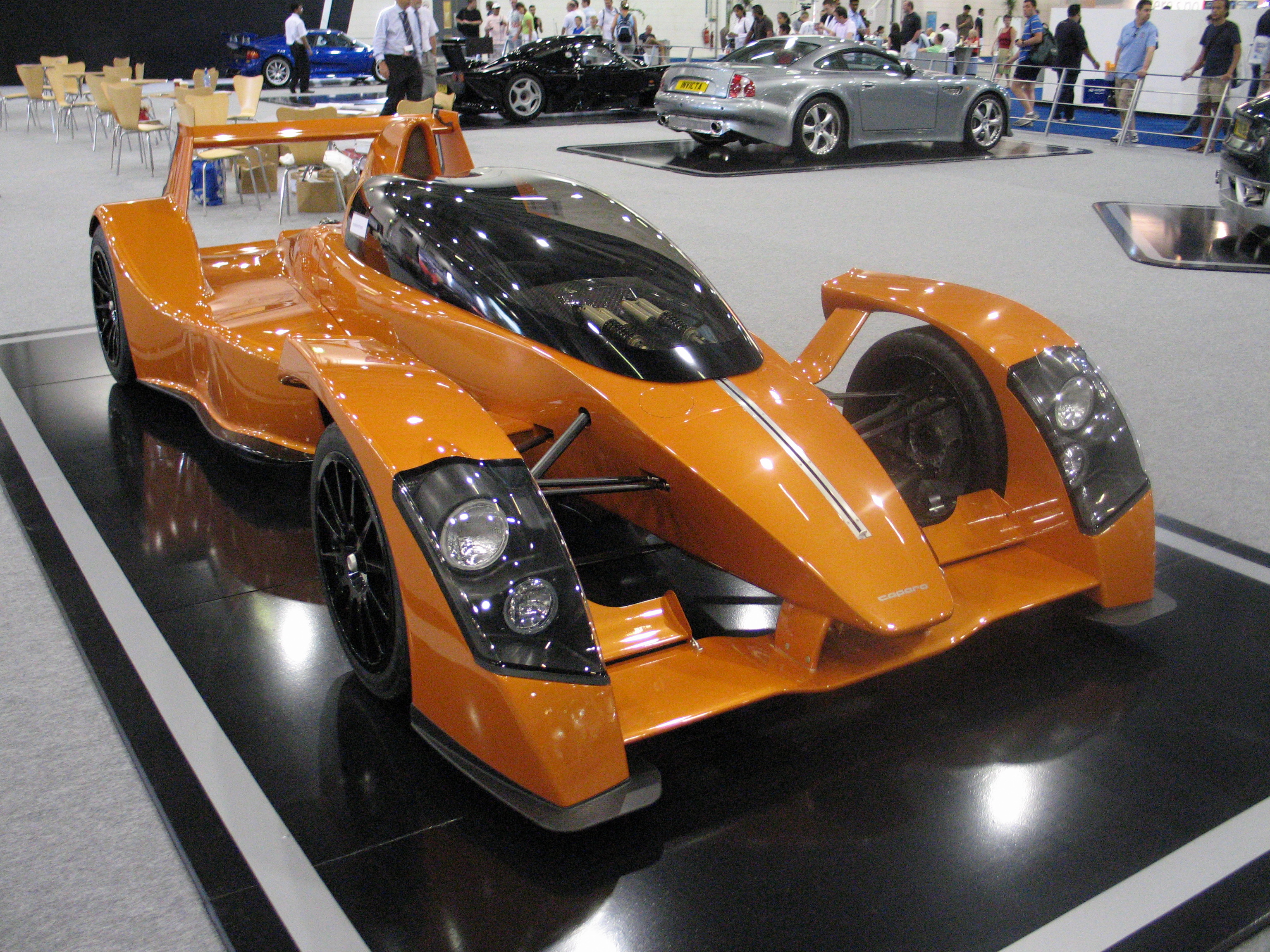
Caparo T1 op Britse autoshow

Caparo (voluit: Caparo Vehicle Technologies) was een Brits automerk dat bestond van 24 maart 2006 tot 26 januari 2019. Het hoofdkantoor was gevestigd in Leeds.
Het merk is in 2006 opgericht door de Caparo Group na de overname van technologiebedrijf Freestream. Dit laatste bedrijf was opgezet door Ben Scott-Geddes en Graham Halstead, oud-medewerkers van McLaren. Caparo heeft slechts één model geïntroduceerd, de Caparo T1, in 2006. In 2014 werden plannen bekendgemaakt voor een verbeterde versie van de T1 onder de naam T1 Evolution. Door financiële problemen bij het moederbedrijf en de zelfmoord van diens CEO Angad Paul, kwam ook het automerk onder druk te staan. De plannen voor de T1 Evolution werden niet uitgevoerd.
AC ·
Arash ·
Ariel ·
Ascari ·
Aston Martin ·
Bentley ·
Bristol ·
Caparo · 
Caterham ·
Deauville ·
Farbio ·
Jaguar ·
Land Rover ·
Lotus ·
Mini · 
McLaren ·
Morgan · 
Noble ·
Rolls-Royce ·
Vauxhall ·
Westfield